# Obszar pensejsmiczny
Obszar pensejsmiczny – rejon o niskiej aktywności sejsmicznej, czyli  trzęsienia ziemi zdarzają się tam, ale rzadko i mają one niewielką intensywność.